# Karen Briggs (judoka)
Karen Valerie Briggs (Kingston upon Hull, 11 april 1963) is een voormalig judoka uit Groot-Brittannië, die haar vaderland vertegenwoordigde bij de Olympische Spelen in 1992 (Barcelona). Daar eindigde zij op een vijfde plaats. Briggs is viervoudig wereldkampioene (1982-1989), won in totaal tien medailles bij de Europese kampioenschappen en het Tournoi de Paris in 1992.

## Erelijst

### Wereldkampioenschappen
- –  1982 Parijs, Frankrijk (– 48 kg)
- – 1984 Wenen, Oostenrijk (– 48 kg)
- – 1986 Maastricht, Nederland (– 48 kg)
- – 1989 Belgrado, Joegoslavië (– 48 kg)
- – 1991 Barcelona, Spanje (– 48 kg)

### Europese kampioenschappen
- – 1982 Oslo, Noorwegen (– 48 kg)
- – 1983 Genua, Italië (– 48 kg)
- – 1984 Primasens, West-Duitsland (– 48 kg)
- – 1986 Londen, Groot-Brittannië (– 48 kg)
- – 1987 Parijs, Frankrijk (– 48 kg)
- – 1989 Helsinki, Finland (– 48 kg)
- – 1990 Frankfurt, West-Duitsland (– 48 kg)
- – 1991 Praag, Tsjecho-Slowakije (– 48 kg)
- – 1981 Madrid, Spanje (– 48 kg)
- – 1985 Landskrona, Zweden (– 52 kg)